# Brittany Abercrombie
Brittany Rose Abercrombie (* 28. Dezember 1995 in Escondido, Kalifornien) ist eine US-amerikanische Volleyballspielerin.

## Karriere
Abercrombie begann ihre Karriere an der La Costa Canyon High School in Carlsbad. Von 2014 bis 2017 studierte sie an der University of Southern California und spielte in der Universitätsmannschaft Trojans. Nach ihrem Studium ging die Diagonalangreiferin 2018 in die polnische Liga zu Radomka Radom. 2019 wechselte sie zum deutschen Bundesligisten SC Potsdam.